# Región de Borkou
Borkou es una de las veintitrés regiones que conforman la organización territorial de la República del Chad. Su ciudad capital es Faya-Largeau.

## Historia
Esta región se creó el día 19 de febrero de 2008 a causa del desmenmbramiento de la antigua región de Borkou-Ennedi-Tibesti.
Entre 2002 y febrero de 2008, Borkou fue uno de los cuatro departamentos que componían a la desaparecida región de Borkou Ennedi Tibesti.

## Subdivisiones
| Departamento | Capital      | Prefecturas                |
| ------------ | ------------ | -------------------------- |
| Borkou       | Faya-Largeau | Faya-Largeau, Kouba Olanga |
| Borkou Yala  | Kirdimi      | Kirdimi, Yarda             |

- Datos: Q1139666
- Multimedia: Borkou / Q1139666